# Mariano Arini
Mariano Arini (Napoli, 17 gennaio 1987) è un calciatore italiano, centrocampista della Pergolettese.

## Caratteristiche tecniche
Può agire da mezzala, esterno destro o mediano classico negli ultimi anni si è specializzato anche al centro della difesa. Per via del suo look simile a quello dei militari giapponesi viene soprannominato "il samurai".

## Carriera
Comincia nel settore giovanile del Napoli. Dopo una breve parentesi in Scozia, nelle giovanili dei Rangers, fa ritorno in Italia per giocare nelle giovanili della Roma. Dopo un anno a Trigoria, viene acquistato nuovamente dal Napoli, esordiendo in prima squadra con gli Azzurri contro il Foggia, subentrando a Pià, nel match di ritorno dei sedicesimi di finale di Coppa Italia di Serie C, competizione nella quale, Edoardo Reja, allora allenatore del Napoli, faceva giocare spesso la squadra riserva, con l'innesto di tanti giovani. Torna in campo con gli azzurri poi nella doppa sfida col Teramo per gli ottavi di finale della stessa competizione, subentrando a Mariano Bogliacino, sia all'andata che al ritorno.
Nel 2007 passa all'Aversa Normanna, con cui ottiene una promozione in Lega Pro. Ad Aversa resterà per quattro stagioni, durante le quali debutterà nel calcio professionistico. Dall'inizio della stagione 2011-2012 fino al gennaio 2013 giocherà ad Andria, in Lega Pro Prima Divisione nelle file dell'Andria BAT. Durante la sessione invernale del calciomercato della stagione 2012-2013 viene acquistato dall'Avellino. Al termine della stagione con la compagine irpina otterrà la vittoria del campionato e vincerà la Supercoppa di Lega di Prima Divisione, con gol in finale contro il Trapani. Nella stagione successiva totalizza 35 presenze e 5 reti in Serie B. Nella stagione 2014-2015 continua a vestire la maglia dei biancoverdi, guidati per la terza stagione consecutiva da Massimo Rastelli. Trova la prima rete in campionato alla ventunesima giornata di campionato (ultima del girone d'andata) durante la sfida casalinga contro il Brescia di Ivan Javorčić al novantacinquesimo minuto. Nella stagione 2015-2016 totalizza 36 presenze e realizza 4 gol.
Nel luglio 2016 passa a titolo definitivo alla SPAL, neopromossa in Serie B. Il 13 maggio 2017, sul campo della Ternana, ottiene con la SPAL la promozione in Serie A. Il 18 maggio 2017, a corollario di un ottimo campionato di Serie B disputato dai ferraresi, battendo per 2-1 il Bari allo stadio Paolo Mazza ottiene con i compagni anche il primo posto in classifica, che vale la Coppa Ali della Vittoria.
Il 9 agosto 2017 passa a titolo definitivo alla Cremonese In 3 anni disputa 109 partite segnando 6 gol.
Il 26 ottobre 2020 firma per l'Arezzo. Dopo aver passato un anno nell'Arezzo firma con la Pergolettese.

## Statistiche

### Presenze e reti nei club
Statistiche aggiornate al 26 aprile 2025.
| Stagione               | Squadra                | Campionato             | Campionato | Campionato | Coppe nazionali | Coppe nazionali | Coppe nazionali | Coppe continentali | Coppe continentali | Coppe continentali | Altre coppe | Altre coppe | Altre coppe | Totale | Totale |
| Stagione               | Squadra                | Comp                   | Pres       | Reti       | Comp            | Pres            | Reti            | Comp               | Pres               | Reti               | Comp        | Pres        | Reti        | Pres   | Reti   |
| ---------------------- | ---------------------- | ---------------------- | ---------- | ---------- | --------------- | --------------- | --------------- | ------------------ | ------------------ | ------------------ | ----------- | ----------- | ----------- | ------ | ------ |
| 2007-2008              | Aversa Normanna        | D                      | 24         | 2          | CI-C+CI-D       | 1+2             | 0               | -                  | -                  | -                  | -           | -           | -           | 27     | 2      |
| 2008-2009              | Aversa Normanna        | 2D                     | 25         | 3          | CI-LP           | 4               | 0               | -                  | -                  | -                  | -           | -           | -           | 29     | 3      |
| 2009-2010              | Aversa Normanna        | 2D                     | 32         | 4          | CI-LP           | 3               | 0               | -                  | -                  | -                  | -           | -           | -           | 35     | 4      |
| 2010-2011              | Aversa Normanna        | 2D                     | 28         | 4          | CI-LP           | 4               | 0               | -                  | -                  | -                  | -           | -           | -           | 32     | 4      |
| Totale Aversa Normanna | Totale Aversa Normanna | Totale Aversa Normanna | 109        | 13         |                 | 14              | 0               |                    | -                  | -                  |             | -           | -           | 123    | 13     |
| 2011-2012              | Andria BAT             | 1D                     | 28         | 2          | CI-LP           | 2               | 0               | -                  | -                  | -                  | -           | -           | -           | 30     | 2      |
| 2012-gen. 2013         | Andria BAT             | 1D                     | 16         | 3          | CI+CI-LP        | 0+1             | 0               | -                  | -                  | -                  | -           | -           | -           | 17     | 3      |
| Totale Andria BAT      | Totale Andria BAT      | Totale Andria BAT      | 44         | 5          |                 | 3               | 0               |                    | -                  | -                  |             | -           | -           | 47     | 5      |
| gen.-giu. 2013         | Avellino               | 1D                     | 11         | 1          | CI+CI-LP        | 0               | 0               | -                  | -                  | -                  | SL-PD       | 2           | 1           | 13     | 2      |
| 2013-2014              | Avellino               | B                      | 35         | 5          | CI              | 4               | 0               | -                  | -                  | -                  | -           | -           | -           | 39     | 5      |
| 2014-2015              | Avellino               | B                      | 37+2       | 1          | CI              | 3               | 0               | -                  | -                  | -                  | -           | -           | -           | 42     | 1      |
| 2015-2016              | Avellino               | B                      | 36         | 4          | CI              | 2               | 0               | -                  | -                  | -                  | -           | -           | -           | 38     | 4      |
| Totale Avellino        | Totale Avellino        | Totale Avellino        | 119+2      | 11         |                 | 9               | 0               |                    | -                  | -                  |             | 2           | 1           | 132    | 12     |
| 2016-2017              | SPAL                   | B                      | 37         | 3          | CI              | 2               | 0               | -                  | -                  | -                  | -           | -           | -           | 39     | 3      |
| 2017-2018              | Cremonese              | B                      | 38         | 3          | CI              | 1               | 0               | -                  | -                  | -                  | -           | -           | -           | 39     | 3      |
| 2018-2019              | Cremonese              | B                      | 34         | 3          | CI              | 1               | 0               | -                  | -                  | -                  | -           | -           | -           | 35     | 3      |
| 2019-2020              | Cremonese              | B                      | 31         | 0          | CI              | 4               | 0               | -                  | -                  | -                  | -           | -           | -           | 35     | 0      |
| Totale Cremonese       | Totale Cremonese       | Totale Cremonese       | 103        | 6          |                 | 6               | 0               |                    | -                  | -                  | -           | -           | -           | 109    | 6      |
| 2020-2021              | Arezzo                 | C                      | 29         | 1          | CI              | 0               | 0               | -                  | -                  | -                  | -           | -           | -           | 29     | 1      |
| 2021-2022              | Pergolettese           | C                      | 35+1       | 0          | CI-C            | 1               | 0               | -                  | -                  | -                  | -           | -           | -           | 37     | 0      |
| 2022-2023              | Pergolettese           | C                      | 36+1       | 1          | CI-C            | 0               | 0               | -                  | -                  | -                  | -           | -           | -           | 37     | 1      |
| 2023-2024              | Pergolettese           | C                      | 38         | 2          | CI-C            | 0               | 0               | -                  | -                  | -                  | -           | -           | -           | 38     | 2      |
| 2024-2025              | Pergolettese           | C                      | 37         | 1          | CI-C            | 1               | 0               | -                  | -                  | -                  | -           | -           | -           | 38     | 1      |
| Totale Pergolettese    | Totale Pergolettese    | Totale Pergolettese    | 146+2      | 4          |                 | 2               | 0               |                    | -                  | -                  | -           | -           | -           | 150    | 4      |
| Totale carriera        | Totale carriera        | Totale carriera        | 587+4      | 43         |                 | 36              | 0               |                    | -                  | -                  |             | 2           | 1           | 629    | 44     |

## Palmarès

### Club

#### Competizioni nazionali
- Serie D: 1

Aversa Normanna: 2007-2008
- Scudetto Dilettanti: 1

Aversa Normanna: 2007-2008
- Supercoppa di Lega di Prima Divisione: 1

Avellino: 2013
- Lega Pro Prima Divisione: 1

Avellino: 2012-2013
- Campionato italiano di Serie B: 1

S.P.A.L.: 2016-2017